# Discocyrtus milloti
Discocyrtus milloti is een hooiwagen uit de familie Gonyleptidae.